# Choloma
Choloma – miasto w północnym Hondurasie, w departamencie Cortés, w aglomeracji San Pedro Sula, siedziba gminy o tej samej nazwie. W 2013 roku zamieszkiwane przez około 281,1 tys. osób, dzięki czemu jest trzecim pod względem liczby ludności miastem kraju. 
Miasto stanowi ważny ośrodek przemysłowy i handlowy tej części kraju.